# 아카마쓰 슈야
아카마쓰 슈야(일본어: 赤松 秀哉, 1993년 5월 19일~)는 일본의 축구 선수이다.

## 구단 경력
그는 2016년 일본 풋볼 리그의 라인미어 아오모리에 입단했다. 2018년까지 45경기에 출전하여, 8득점을 넣었다. 2021년 J3리그의 반라우레 하치노헤로 입단했고, 2년동안 팀에서 뛰었다. 2023년 일본 풋볼 리그의 브리오베카 우라야스로 이적했다. 2023년후 현역 은퇴.